# Debbi Morgan
Deborah Ann Morgan (Dunn, 20 de septiembre de 1951) es una actriz estadounidense de cine y televisión, reconocida por interpretar a Angie Baxter–Hubbard en la serie de televisión All My Children, papel por el que obtuvo el Premio Daytime Emmy en la categoría de mejor actriz de reparto en una serie dramática en 1989. Su actuación como Mozelle Batiste-Delacroix en la película de 1997 Eve's Bayou le valió el reconocimiento de la crítica especializada.

## Filmografía

### Cine
| Año  | Título                                      | Papel                     | Notas     |
| ---- | ------------------------------------------- | ------------------------- | --------- |
| 1971 | Cry Uncle                                   | Olga Winter               |           |
| 1974 | Amazing Grace                               | Estudiante                |           |
| 1975 | Mandingo                                    | Dite                      |           |
| 1976 | Taxi Driver                                 | Chica en Columbus Circle  |           |
| 1976 | The Monkey Hu$tle                           | Vi                        |           |
| 1979 | Love's Savage Fury                          | Opal                      | Telefilme |
| 1981 | Thornwell                                   | Katherine                 | Telefilme |
| 1984 | The Jesse Owens Story                       | Ruth Solomon Owens        | Telefilme |
| 1987 | Guilty of Innocence: The Lenell Geter Story | Marcia Hickson            | Telefilme |
| 1992 | Perry Mason: The Case of the Fatal Framing  | Maureen Gilman            | Telefilme |
| 1997 | Eve's Bayou                                 | Mozelle Batiste Delacroix |           |
| 1999 | She's All That                              | Rousseau                  |           |
| 1999 | Spawn 3: Ultimate Battle                    | Granny Blake              |           |
| 1999 | The Hurricane                               | Mae Thelma                |           |
| 1999 | Asunder                                     | Lauren Hubbs              |           |
| 2000 | Love & Basketball                           | Nona McCall               |           |
| 2000 | The Runaway                                 | Reba Monroe               | Telefilme |
| 2004 | Woman Thou Art Loosed                       | Twana                     |           |
| 2005 | Coach Carter                                | Tonya                     |           |
| 2005 | Back in the Day                             | Sra. Packer               |           |
| 2006 | Relative Strangers                          | Sra. Manoire              |           |
| 2006 | Color of the Cross                          | Mary                      |           |
| 2015 | Royal Family Thanksgiving                   | Alfreda Royal             | Telefilme |
| 2015 | Royal Family Christmas                      | Alfreda Royal             | Telefilme |
| 2016 | Toni Braxton: Unbreak My Heart              | Evelyn Jackson Braxton    | Telefilme |
| 2019 | Sextuplets                                  |                           |           |

### Televisión
| Año                        | Título                      | Papel                             | Notas            |
| -------------------------- | --------------------------- | --------------------------------- | ---------------- |
| 1976, 1977                 | Good Times                  | Ellen / Samantha                  | 2 episodios      |
| 1976–1977                  | What's Happening!!          | Diane Harris                      | 6 episodios      |
| 1978                       | The Love Boat               | Stephanie Jackson                 | 1 episodio       |
| 1979                       | Roots: The Next Generations | Elizabeth Harvey                  | Miniserie        |
| 1979                       | The White Shadow            | Delores Raye                      | 1 episodio       |
| 1980                       | The Incredible Hulk         | Jody                              | 1 episodio       |
| 1981                       | Sanford                     | Charlene                          | 1 episodio       |
| 1981–1982                  | Behind the Screen           | Lynette Porter                    | 13 episodios     |
| 1980, 1982                 | Trapper John, M.D.          | Linda / Denise                    | 2 episodios      |
| 1982–1990, 2008–2011, 2013 | All My Children             | Angela Baxter Hubbard             | Papel recurrente |
| 1990–1991                  | Generations                 | Chantal Marshall                  | Papel recurrente |
| 1991                       | A Different World           | Lisa Westin                       | 1 episodio       |
| 1992                       | The Cosby Show              | Tracy                             | 1 episodio       |
| 1992                       | Herman's Head               | Melodie                           | 1 episodio       |
| 1992, 1993                 | Roc                         | Linda                             | 2 episodios      |
| 1993–1995                  | Loving                      | Angela "Angie" Hubbard            | Papel recurrente |
| 1995–1997                  | The City                    | Angela "Angie" Hubbard            | Papel recurrente |
| 1997–1998                  | Port Charles                | Mary Eleanor 'Ellen' Burgess      | Papel recurrente |
| 1997, 1998                 | General Hospital            | Dra. Mary Eleanor 'Ellen' Burgess | Invitada         |
| 1999                       | Spawn                       | Granny Blake                      | 3 episodios      |
| 1999–2000                  | Any Day Now                 |                                   | 2 episodios      |
| 2000                       | City of Angels              |                                   | 1 episodio       |
| 2001                       | The Practice                | Marsha Shinn                      | 1 episodio       |
| 2000, 2001                 | Strong Medicine             | Chloe Simons                      | 2 episodios      |
| 2000–2001                  | Boston Public               | Marsha Shinn                      | 4 episodios      |
| 2001                       | Providence                  | Marilyn Chase                     | 1 episodio       |
| 2001–2002                  | Soul Food                   | Lynette Van Adams                 | 3 episodios      |
| 2002–2003                  | Charmed                     | The Seer                          | 8 episodios      |
| 2002–2003                  | For the People              | Lora Gibson                       | 18 episodios     |
| 2004                       | Touching Evil               | Aileen Mooney                     | 1 episodio       |
| 2006                       | Ghost Whisperer             | Sra. Riley                        | 1 episodio       |
| 2006                       | Close to Home               | Lizette Carter                    | 1 episodio       |
| 2006–2007                  | The Bold and the Beautiful  | Jennifer Tártaro                  | 14 epispdios     |
| 2011–2012                  | The Young and the Restless  | Harmony Hamilton                  | 43 episodios     |
| 2014–2020                  | Power                       | Estelle                           | Papel recurrente |
| 2017                       | The Defenders               | Delores                           | 2 episodios      |